# 郡浩也
郡 浩也（こおり ひろや、1996年2月6日 - ）は、日本の男子プロバレーボール選手。

## 来歴
大阪府大阪市出身。高校に入学したときに新しいことがしたかったと思いバレーボールを始める。
大阪府立都島工業高等学校、日本大学を経て、2017-18シーズン、ジェイテクトSTINGSの内定選手となった。内定選手としてV・プレミアリーグの試合に出場し、Vリーグデビューを果たした。
2019年、 第30回ユニバーシアード競技大会の日本代表メンバーに選出された
2022年、2021-22シーズン終了をもって移籍希望でジェイテクトを退団した。7月1日に、サフィルヴァ北海道（現・北海道イエロースターズ）に入団しプロ契約をしたと発表された。
2023年5月、右膝を負傷し、22日に右膝蓋大腿関節症、右膝大腿骨内顆骨挫傷と診断され、手術を受けることとなった。

## 人物
妹の郡菜々佳は陸上選手で円盤投げ女子の日本記録保持者。

## 所属チーム
- 大阪府立都島工業高等学校
- 日本大学
- ジェイテクトSTINGS（2018-2022年）
- 北海道イエロースターズ（2022年-）

## 受賞歴
- 2023年 - 2022-23 V.LEAGUE DIVISION2 MEN フェアプレー賞
- 2024年 - 2023-24 V.LEAGUE DIVISION2 MEN フェアプレー賞